# 吳反錫
吳反錫（오반석，1988年5月20日—），南韓足球員，司任中後衛，現時被阿聯酋阿拉伯海灣聯賽艾華斯爾外借至泰超蒙通聯，同時是南韓國家足球隊的成員。

## 生涯
吳反錫在2011年的K聯賽選秀中被濟州聯選中。在2012年的賽季，因隊友洪正好受傷而當上正選。此後，他憑著出色的欄截和身高成為球隊主力。2017年11月，獲選為K聯賽最佳11人陣容。2018年5月14日，吳反錫入選當屆世界盃南韓國家隊的最後23人名單。之前，他並未有為國家隊效力的覆歷。同年5月28日，他在對洪都拉斯的熱身賽後備入替，首次為國家隊上陣。

## 資料來源
1. 1 2 3 4  . Goal.com. 2018-05-17  [2018-06-13]. （原始内容存档于2018-06-13） （韩语）.
2. ↑  . Nocut News. 2017-11-20  [2018-06-13]. （原始内容存档于2019-11-06） （韩语）.